# Luciano Hang
Luciano Hang ComMA (Brusque, 11 de outubro de 1962) é um empresário brasileiro. Cofundador e proprietário da Havan, uma das maiores redes de lojas de departamentos do Brasil. Foi listado pela revista Forbes, em 2023, como o 15.º empresário mais rico do Brasil, com patrimônio líquido de US$ 3,2 bilhões de dólares.

## Biografia

### Juventude
Filho de operários da indústria têxtil, Luciano Hang nasceu em Brusque, Santa Catarina, com ascendência alemã e italiana. Estudou na Escola Básica João XXIII, no Colégio Cônsul Carlos Renaux e na Universidade Regional de Blumenau, onde formou-se tecnólogo em processamento de dados. Durante o ensino superior, foi presidente do Clube dos Estudantes Universitários de Brusque (CEUB) por três anos.

### Carreira empresarial
Aos 17 anos foi admitido na Fábrica de Tecidos Carlos Renaux, onde seus pais trabalhavam. No início dos anos 1980, aos 21 anos, comprou uma empresa, a Tecelagem Santa Cruz, à qual passou a se dedicar e expandir, paralelamente à carreira na fábrica de tecidos.
Em 1986, percebendo que Brusque ganhava um novo impulso econômico baseado no turismo de compras, devido à indústria têxtil na região, junto ao sócio Vanderlei de Limas, abriu uma pequena loja de tecidos. Da junção dos nomes Hang e Vanderlei, surgiria a marca Havan.
Em meados de 2016, surgiram na internet e nas cidades em que a empresa prosperou, boatos sobre quem seria o dono da Havan: a filha da ex-presidente Dilma Rousseff, o ex-presidente Luiz Inácio Lula da Silva, o bispo Edir Macedo e até o apresentador Silvio Santos. Vendo um risco de ter sua marca equivocadamente associada a políticos, Hang então decidiu atuar nos comerciais da marca e participar de programas de entrevistas.
Em 2018, após 33 anos, Luciano desfiliou-se do Movimento Democrático Brasileiro (MDB).

## Polêmicas
“Está aqui o processo, nada consta, fomos inocentados. Temos muitos processos, sim, e vamos continuar sendo processados. O que importa é não ser condenado.”

Luciano Hang, em janeiro de 2018
As polêmicas envolvendo a empresa Havan se iniciaram em 1999, quando houve uma operação de busca e apreensão determinada pela Procuradoria da República de Blumenau, resultando na autuação da empresa em 117 milhões de reais pela Receita Federal e 10 milhões pelo Instituto Nacional do Seguro Social - INSS. Foi a maior autuação da Receita Federal até a época. Neste episódio a empresa recorreu a um parcelamento da divida por meio do REFIS e levará cerca de 115 anos para que o débito seja quitado. Em 2004, o Ministério Público Federal propôs ação penal contra 14 pessoas, dentre os quais Luciano Hang, sob acusação de facilitação de descaminho, falsificação, crime contra o sistema financeiro e ordem tributária, lavagem de dinheiro e formação de quadrilha.
Em julho de 2013, a ÉPOCA Negócios publicou um artigo dizendo que Luciano havia sido "condenado pela Justiça Federal a 13 anos, nove meses e 12 dias de reclusão e ao pagamento de uma multa de 1,2 milhão de reais". Em dezembro de 2013, no entanto, o MPF atualiza a sua publicação de 2004 com a seguinte nota de rodapé: “Em 2008, a 1ª Vara da Justiça Federal em Itajaí julgou a denúncia inepta e considerou a ação penal nula.”

### Ataques a Universidade Federal de Santa Maria
Em uma inauguração de uma de suas lojas em Santa Maria, Luciano Hang disse que as universidades federais "formam zumbis e comunistas". O reitor Paulo Burmann, da Universidade Federal de Santa Maria (UFSM) divulgou uma nota rebatendo Luciano Hang. Esta foi a segunda vez que Luciano Hang acusou a universidade de ter algum ensino ideológico.

### Injúria a Marcelo Knobel
Em maio de 2020, Hang foi condenado a indenizar o físico Marcelo Knobel, então reitor da Universidade Estadual de Campinas (Unicamp), por ter criado e propagado em sua conta no Twitter em julho de 2019 notícia falsa afirmando que Knobel haveria gritado "Viva la revolución" em uma cerimônia de colação de grau.

### Acusação de coação de funcionários

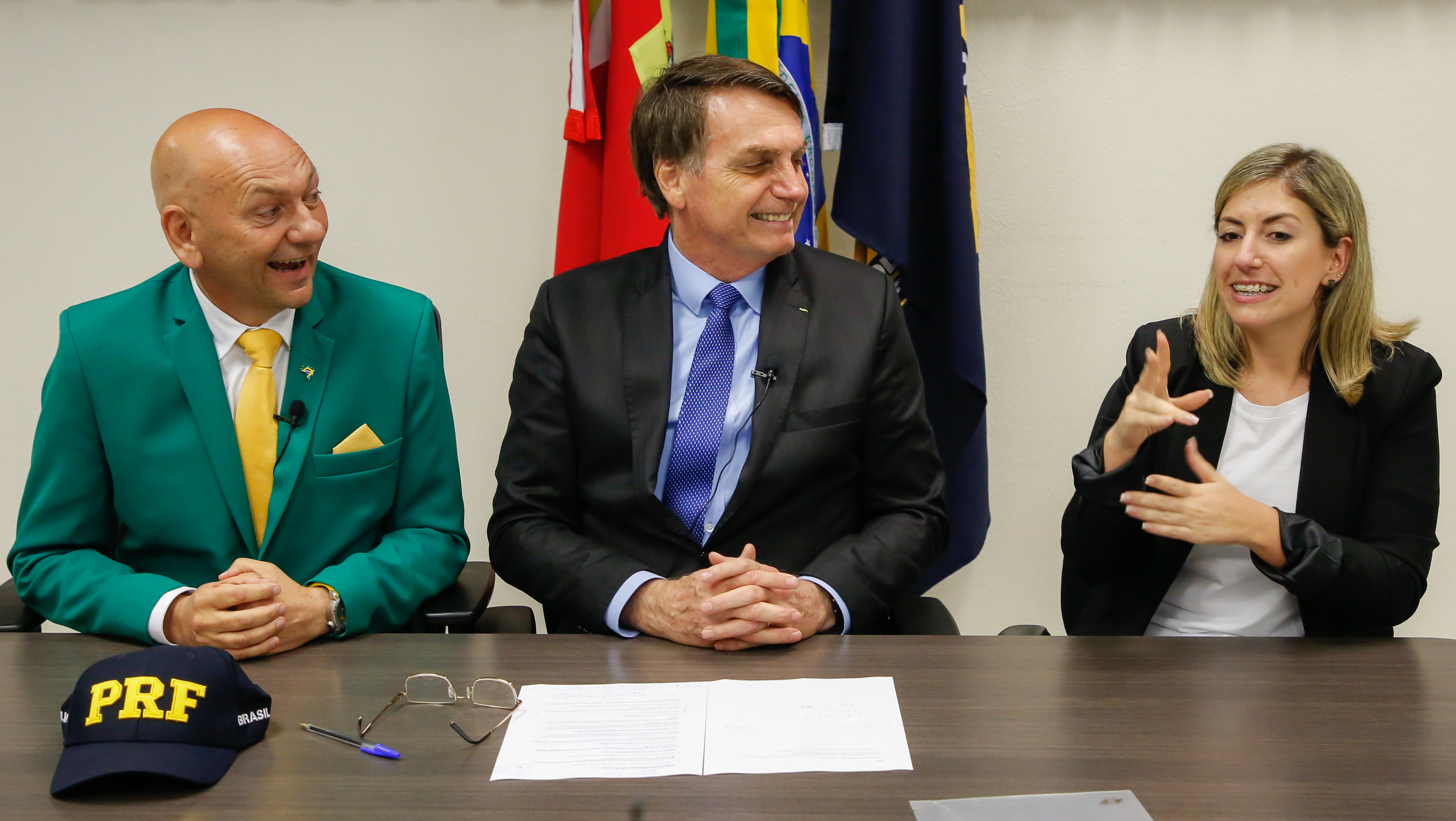
Luciano Hang e Jair Bolsonaro durante uma transmissão ao vivo em redes sociais.

Durante eleição presidencial de 2018, Luciano divulgou um vídeo no qual coage seus funcionários a revelar em quem votariam nas eleições para presidente, ameaçando aqueles que não votassem em Jair Bolsonaro, do Partido Social Liberal.
No video, Hang questiona: "Talvez, a Havan não vai abrir mais lojas. E aí se eu não abrir mais lojas ou se nós voltarmos para trás. Você está preparado para sair da Havan? Você está preparado para ganhar a conta da Havan? Você que sonha em ser líder, gerente e crescer com a Havan, você já imaginou que tudo isso pode acabar no dia 7 de outubro?". Ele também diz que se um partido de esquerda ganhar e o Brasil "virar uma Venezuela", ele "jogaria a toalha". Posteriormente, Hang negou que as declarações tivessem sido feitas para coagir seu funcionários, mas sim como parte de uma política de transparência da empresa.
No dia 2 de outubro de 2018, o Ministério Público do Trabalho de Santa Catarina moveu ação judicial contra a empresa por coagir funcionários politicamente. Em janeiro de 2024, Luciano e a Havan foram condenados a pagar 85 milhões de reais em danos morais individuais e coletivo por assédio eleitoral, contando mil reais de indenização por empregado.

### Conflitos com jornalistas
Em 19 de outubro de 2018, Luciano Hang publicou no Twitter o número de celular do repórter Ricardo Galhardo, do jornal O Estado de S. Paulo. O contato do repórter divulgado por Hang está com a seguinte mensagem: "querer vincular o envio de mensagens de texto da Havan a clientes com política: olha o nível da baixaria!!" Ricardo Galhardo tinha ligado para Hang para investigar o suposto vínculo dele com o envio de mensagens em massa a favor de Jair Bolsonaro, o então candidato a presidente. "Quando perguntei sobre o assunto, ele me xingou, disse que iria ‘me f***er’ e que iria colocar meu telefone nas redes sociais", disse Galhardo. A moderação do Twitter foi acionada e Hang teve a mensagem apagada por ser considerada "abusiva". A Associação Brasileira de Jornalismo Investigativo (ABRAJI) divulgou uma nota em que "repudia a exposição indevida do telefone do repórter Ricardo Galhardo pelo empresário Luciano Hang". A ABRAJI também afirmou que "ações como esta comprometem a liberdade necessária aos jornalistas para fazer perguntas -- especialmente as incômodas" e que "sem essa liberdade, a democracia definha."
Em junho de 2019, Luciano Hang sugeriu que Silvio Santos deveria demitir a jornalista Rachel Sheherazade do SBT, ao acusá-la de ter "ideologia comunista". Sheherazade reagiu e disse que iria processar judicialmente o empresário. O fato teve repercussão na imprensa. Escrevendo à Folha de S.Paulo, Tony Goes desmentiu Luciano Hang, dizendo que Rachel Sheherazade segue ideologias da direita política e o empresário viu nas demissões promovidas pelo SBT uma espécie de "caça às bruxas", como a jornalista não concorda em tudo que é feito no atual governo.
Um levantamento divulgado pelo UOL em outubro de 2021 apontou que Luciano Hang processa jornalistas e críticos a sua posição política a cada 26 dias. O levantamento "Monitor de Assédio Judicial contra jornalistas no Brasil 2024" da Abraji, coloca Hang como a pessoa que mais ajuizou ações contra jornalistas e que foram classificadas como assédio judicial, com 53 casos.

### Financiamento de bloqueios antidemocráticos
Inicialmente, circularam boatos vinculando Luciano Hang a organização e financiamento das manifestações golpistas, principalmente devido à preferência dos bolsonaristas em realizar as concentrações diante das lojas da rede Havan, o empresário nega contribuir com a organização do movimento.

### Abuso de poder nas eleições de 2020
Em 4 de maio de 2023, Luciano Hang foi declarado inelegível por oito anos pelo Tribunal Superior Eleitoral por abuso de poder econômico nas eleições de 2020. O prefeito de Brusque, Ari Vequi (MDB), e o vice, Gilmar Dorner, tiveram os mandatos cassados pelo mesmo crime.

### Condenação por difamação e injúria
Em julho de 2024, Hang foi condenado pela 1ª Câmara Especial Criminal do Tribunal de Justiça do Rio Grande do Sul por difamação e injúria contra o arquiteto Humberto Tadeu Hickel. A sentença estipulada pela Justiça foi de 1 ano e 4 meses de reclusão, além de 4 meses de detenção, ambas em regime aberto. No entanto, as penas foram convertidas em prestação de serviços comunitários e pagamento de uma indenização de 35 salários mínimos para Hickel. Hang também foi multado com 20 dias-multa, cada dia avaliado em 10 salários mínimos, totalizando R$ 300 mil reais.

## Vida pessoal
Hang é casado com Andrea Benvenutti, eles têm três filhos e moram em Brusque, Santa Catarina, Brasil.

## Prêmios
- 2008 e 2010 – Recebeu o Prêmio Top Turismo ADVB/SC, em reconhecimento aos projetos Castelo Havan e Natal Luz Havan.[44]